# In Cold Blood (singel)
In Cold Blood – singel Johnny’ego Thundersa, promujący album In Cold Blood. Wydany w 1983 przez wytwórnię New Rose Records.

## Lista utworów
Wersja (7"):
1. "In Cold Blood" (Johnny Thunders) – 2:28
2. "In Cold Blood" (Live) (Johnny Thunders) – 2:46

Wersja (12"):
1. "In Cold Blood" (Johnny Thunders) – 2:28
2. "Just Another Girl" (Johnny Thunders) – 3:58
3. "Green Onions" (Steve Cropper/Al Jackson Jr./Booker T. Jones/Lewis Steinberg) – 5:08
4. "Diary of a Lover" (Johnny Thunders) – 3:11
5. "Look in My Eyes" (Johnny Thunders) – 1:59

## Skład
- Johnny Thunders – wokal, gitara
- Walter Lure – gitara
- Joe Mazzari – gitara basowa
- Billy Rogers – perkusja